# 弗拉特布魯克維爾 (新澤西州)
弗拉特布魯克維爾（英語：Flatbrookville）是位於美國新澤西州蘇塞克斯縣的非建制地區。

## 歷史
弗拉特布魯克維爾的郵局於1828年設立，其後於1963年停運。

## 地理
弗拉特布魯克維爾所處的海拔為高於海平面106米（即348英呎），而該地所採用的時區為UTC-5，即北美东部时区（EST）。同時該地設有夏令時間，為UTC-5調快一小時，即UTC-4（EDT）。